# 克洛斯特斯

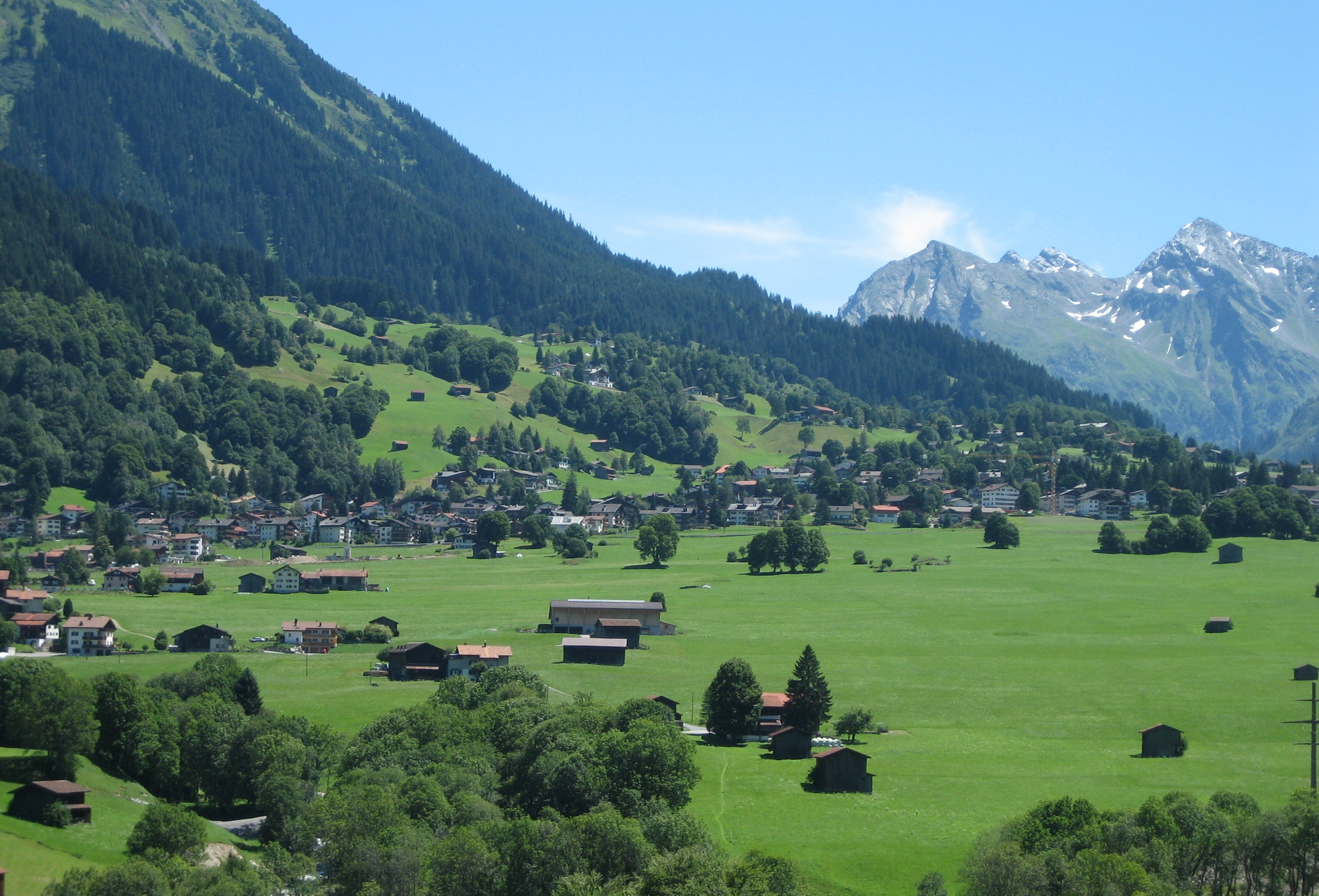

克洛斯特斯（Klosters）是瑞士格劳宾登州的一个市镇。是著名的滑雪胜地，距离苏黎世150公里，距离达沃斯10公里。

## 历史
克洛斯特斯在1436年称为zuo dem Closter。

## 地理

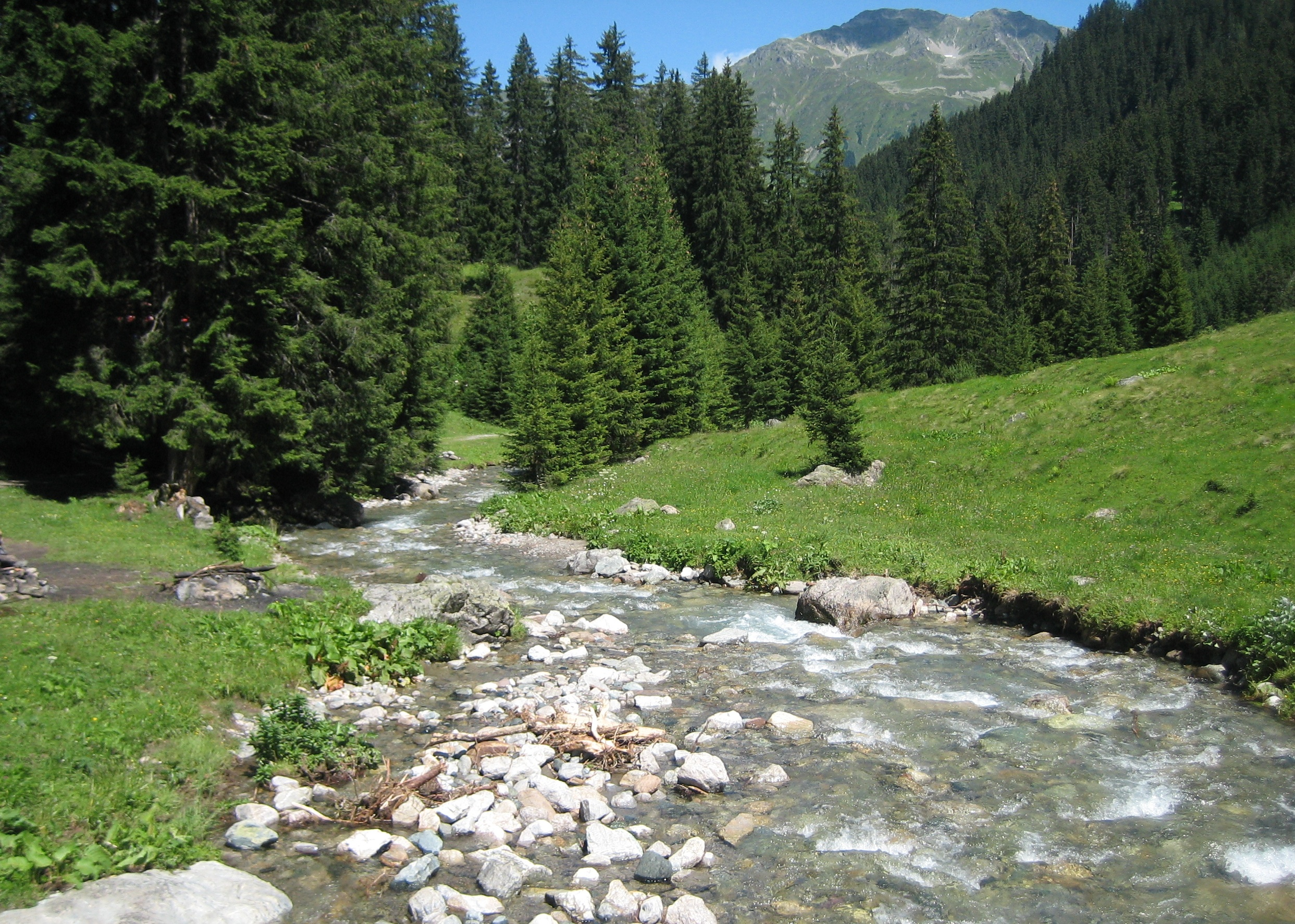
溪流

克洛斯特斯的面积为193.2平方公里，其中25.3％是用于农业用途，18.9％被森林覆盖，1.3%是建筑物或道路，其余（54.5％）是河流，冰川或山地。海拔1179米。
克洛斯特斯-Serneus市镇成立于1865年，由Serneus和克洛斯特斯合并而成。1973年之前称为克洛斯特斯。。它是Prättigau山谷最上面的村镇。

## 人口
克洛斯特斯-Serneus人口3871人（截至2008年），17.2%是外国公民。大部分人说德语(88.7%)，其次是葡萄牙语(2.9%)和塞尔维亚-克罗地亚语(2.6%)。  
2000年，人口性别比例为48.9％的男性和51.1％的女性。
2000年，2,587人或66.5％的人口属于瑞士归正会，895人或23.0％属于罗马天主教，106人(2.72%) 属于东正教，13人(0.33%) 属于其他基督教会。32人(0.82%)属于伊斯兰教。14人(0.36%)属于其他宗教, 221人(5.68%)是不可知论或无神论者，27人(0.69%)未回答问题。

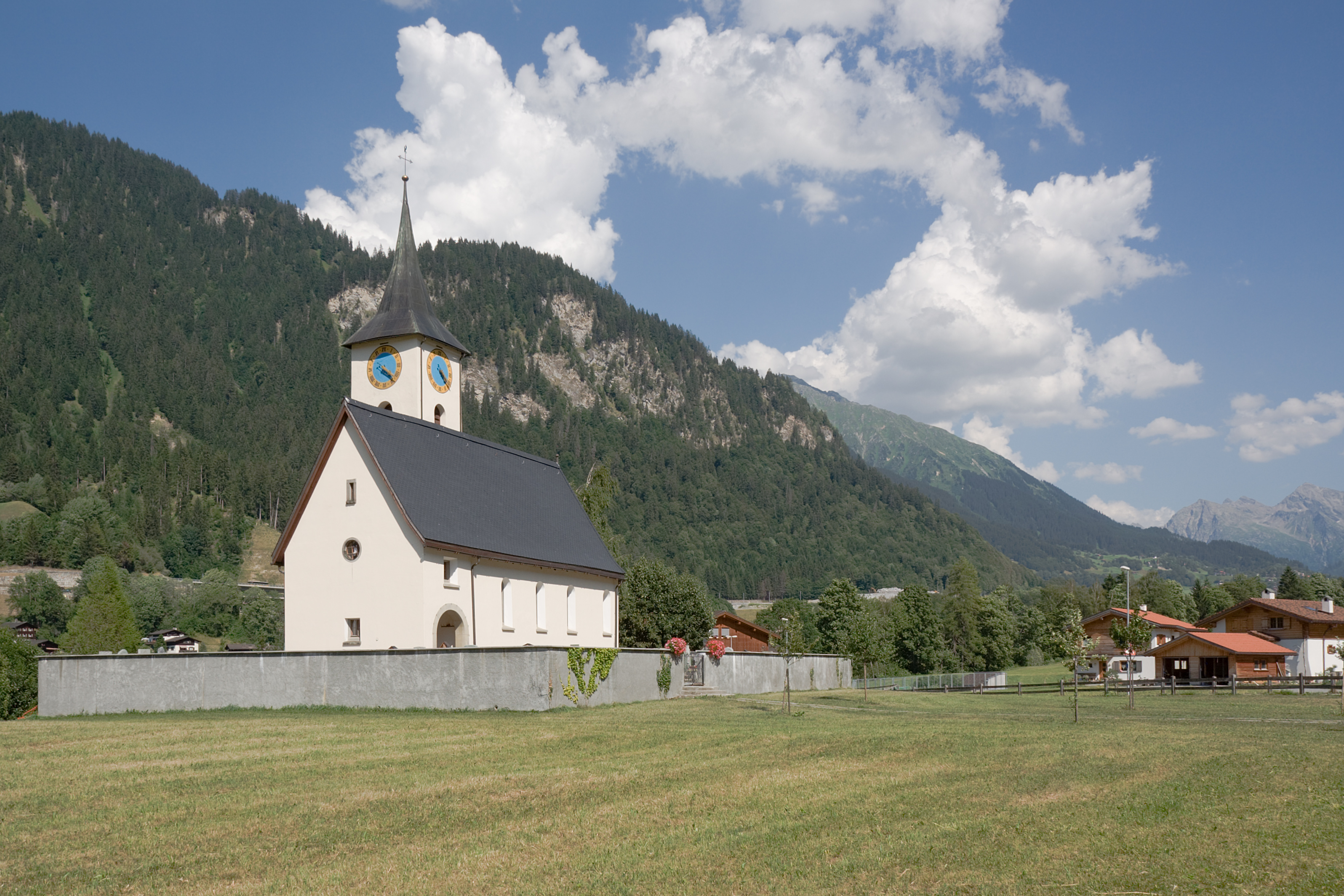
乡村教堂

历史人口列于下表：
| 年份 | 人口  |
| ---- | ----- |
| 1850 | 1,302 |
| 1900 | 1,555 |
| 1930 | 2,558 |
| 1950 | 2,978 |
| 2000 | 3,890 |

## 滑雪
克洛斯特斯是查尔斯王子最喜欢的滑雪胜地，一辆登顶缆车命名为“威尔斯亲王号”。

## 国家遗产
广场归正会教堂（Reformierte Kirche am Platz）被列为瑞士国家重要文化财产。